# Fibrodisplazia osificantă progresivă
Fibrodisplazia osificantă progresivă (în engleză Fibrodysplasia ossificans progressiva, prescurtat FOP) cunoscută și sub denumirea de boala Münchmeyer sau anterior miozită osificantă progresivă, este o boală rară a țesutului conjunctiv în care țesutul fibros (precum mușchii, tendoanele și ligamentele) se transformă în țesut osos (osificare). Este singura afecțiune medicală cunoscută în care un sistem de organe se transformă în altul, fiind severă și invalidantă, fără tratament cunoscut.
FOP este cauzată de o mutație a genei ACVR1⁠(d), care afectează mecanismul de reparare al organismului, provocând osificarea țesutului fibros fie spontan, fie după traume minore. Chiar și leziuni minore pot duce la fuziuni permanente ale articulațiilor, pe măsură ce țesutul muscular deteriorat este înlocuit de os nou (osificare heterotopică), formând treptat un schelet secundar și limitând progresiv capacitatea de mișcare. Osul format este identic cu cel „normal”, dar se dezvoltă în locații improprii, iar boala poate duce și la degradarea articulațiilor, independent de osificare.
Îndepărtarea chirurgicală a osului nou nu este recomandată, deoarece organismul „repară” zona afectată cu și mai mult os. În timp, boala poate duce la imobilizare completă, de aici și denumirea populară de „boala omului de piatră”.

## Semne și simptome
Copiii născuți cu FOP prezintă adesea malformații ale degetelor mari de la picioare, precum lipsa unei articulații sau prezența unei umflături vizibile. Primul „episod acut” al bolii apare de obicei înainte de vârsta de 10 ani, iar creșterea osoasă progresează de la partea superioară a corpului în jos. Osificarea începe de obicei în regiunile dorsale, axiale, craniene și proximale, avansând ulterior spre zonele ventrale, apendiculare, caudale și distale, deși ordinea poate varia în urma episoadelor traumatice. Episodul acut poate duce la pierderea mobilității articulațiilor, limitând alimentația și vorbirea dacă este afectată mandibula. Creșterea osoasă suplimentară în jurul cutiei toracice poate cauza complicații respiratorii prin restricționarea expansiunii plămânilor.
Datorită rarității sale (1 din 2 milioane de oameni), boala poate fi diagnosticată greșit ca fibroză sau cancer, biopsiile putând agrava osificarea. Identificarea malformațiilor de la degetele mari poate facilita diagnosticarea corectă.

## Cauze
FOP este determinată de o alelă autozomală dominantă pe cromozomul 2q23-24, care are expresivitate variabilă, dar penetranță completă. Majoritatea cazurilor apar din mutații spontane. Mutația specifică în gena ACVR1⁠(d) (cunoscută și sub denumirea de kinază asemănătoare activinei 2 sau ALK2) constă în substituția codonului 206 de la arginină la histidină. Această modificare provoacă activarea anormală a receptorului ACVR1, ceea ce determină transformarea țesutului conjunctiv și muscular în os.

## Genetică

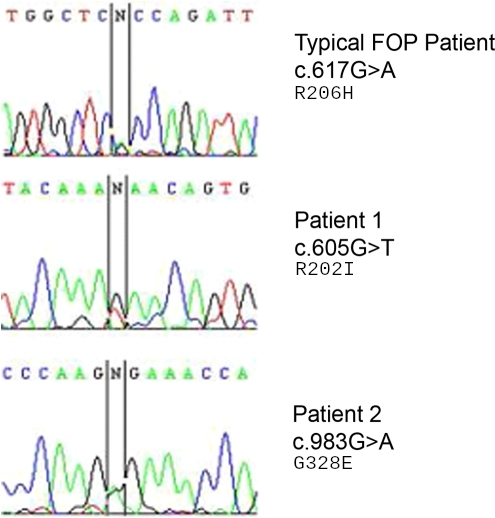
Electroferograme de secvențiere a ADN-ului unui pacient tipic cu FOP comparate cu alți 2 pacienți. Baza incertă „N” indică situsul heterozigot pentru mutație și gena de tip sălbatic (wild).

Fibrodisplazia osificantă progresivă (FOP) este o tulburare genetică rară, transmisă autozomal dominant. În cazul unui părinte afectat heterozigot și al unui părinte neafectat, probabilitatea ca un copil să fie afectat este de 50%. În cazuri rare, doi indivizi neafectați pot avea un copil afectat, ca urmare a unei noi mutații. Totuși, indivizii cu FOP pot produce copii neafectați în funcție de moștenirea alelelor implicate. În prezent, nu este raportată o formă homozigotă dominantă a FOP, iar afecțiunea apare în general doar la heterozigoți.
Proteina care cauzează osificarea este de obicei dezactivată de o proteină inhibitorie după dezvoltarea scheletului fetal. La pacienții cu FOP, această proteină rămâne activă și provoacă osificarea anormală a țesuturilor. În caz de leziuni sau creștere, celulele țesutului conjunctiv sau muscular exprimă greșit o enzimă asociată formării osoase, iar apoptoza (moartea celulară controlată) eliberează proteine morfogenetice osoase (BMP4) în exces. Aceste BMP4 stimulează formarea unor structuri osoase independente de scheletul normal, dar care se pot fuziona cu acesta. Totuși, anumite structuri, inclusiv diafragma, limba, mușchii extraoculari, mușchiul cardiac și mușchii netezi, sunt cruțate de acest proces.
Gena ACVR1⁠(d), care codifică un receptor pentru proteina morfogenetică osoasă (BMP), este mutată în FOP. Mutația tipică, R202H, reduce eficacitatea inhibitorului FKBP1A⁠(d) în blocarea activării receptorului ACVR1. Ca urmare, receptorul este activat continuu, chiar și fără legarea de ligandul său, ducând la osificare excesivă și fuziunea articulațiilor. Alte mutații în ACVR1 au efecte similare asupra activității receptorului.
Majoritatea cazurilor de FOP sunt cauzate de o mutație spontană, însă există și cazuri moștenite de la părinți afectați.

## Diagnostic
FOP poate fi diagnosticată prin radiografii, iar diagnosticarea timpurie este esențială pentru a evita investigațiile invazive, cum ar fi biopsiile, care pot agrava boala. Biopsiile sau injecțiile intramusculare pot stimula progresia bolii prin inflamație, de aceea radiologia este metoda preferată. Din cauza rarității bolii, aceasta este adesea diagnosticată greșit ca fiind cancer sau alte afecțiuni, ceea ce poate duce la biopsii inutile și dăunătoare.
Niveluri ridicate de fosfatază alcalină și fosfatază alcalină specifică osului pot fi întâlnite la pacienții cu FOP. Un alt semn distinctiv este scurtarea degetului mare de la picior, cu malformații la nivelul metatarsului distal, prima falangă și/sau articulația interfalangiană.

## Tratament
Deși FOP rămâne fără un tratament curativ, un progres promițător este reprezentat de medicamentul aprobat, Sohonos (palovaroten). Îndepărtarea chirurgicală a osului format poate duce la creșterea explozivă a osului nou în locurile afectate. În timpul anesteziei, pacienții cu FOP pot întâmpina dificultăți la intubare, prezenta boli pulmonare restrictive și modificări ale sistemul electric cardiac. Este recomandată evitarea activităților care cresc riscul de cădere sau de leziuni ale țesuturilor moi, deoarece chiar și traumele minore pot duce la osificare heterotopică.
Nu există tratamente curative eficiente pentru FOP, însă medicamente antiinflamatoare pot fi utilizate pentru a gestiona inflamația în episoadele acute sau în urma leziunilor musculare. Chirurgia nu este recomandată, deoarece poate declanșa formarea rapidă de os în locurile de incizie sau de sutură. Totuși, intervențiile chirurgicale salvatoare de viață pot fi luate în considerare, dar este esențială implicarea unui specialist FOP. Eliberarea chirurgicală a contracturilor articulare este de obicei nereușită și implică riscul osificării heterotopice.

## Epidemiologie
Până în 2017, aproximativ 800 de cazuri de FOP au fost confirmate la nivel mondial, făcând ca această afecțiune să fie una dintre cele mai rare boli cunoscute, cu o incidență estimată de 0,5 cazuri la un milion de persoane, afectând toate etniile.

## Istorie
Primele rapoarte medicale despre FOP datează din 1692, de la Dr. Guy Patin⁠(d) în 1692. Afecțiunea a fost inițial denumită myositis ossificans progressiva, deoarece se credea că inflamația musculară (miozita) ducea la formarea de os. Redenumirea în FOP a fost realizată de Victor A. McKusick⁠(d) în 1970, după descoperirea că și alte țesuturi moi, cum ar fi ligamentele, erau afectate.
Cel mai cunoscut caz de FOP este al lui Harry Eastlack⁠(d) (1933–1973). Osificarea sa a început la vârsta de 10 ani, iar până la moartea sa din cauza pneumoniei, corpul său se osificase aproape complet, rămânând capabil să își miște doar buzele. Eastlack și-a donat scheletul științei, iar acesta este acum expus la Mütter Museum din Philadelphia. Un alt caz cunoscut este cel al lui Carol Orzel⁠(d), a cărei schelet se află de asemenea în muzeu, alături de cel al lui Eastlack.

## Cercetare
Studii clinice anterioare, folosind izotretinoina, etidronatul combinat cu corticosteroizi și maleatul de perhexilină, nu au demonstrat eficacitate, deși variabilitatea bolii și prevalența scăzută a cazurilor introduc o anumită incertitudine.
Un număr mic de companii farmaceutice investighează tratamente pentru FOP. În 2015, FDA (FDA), a acordat statutul de medicament orfan companiei La Jolla Pharmaceuticals pentru doi compuși inhibitori ai kinazei proteice proiectați pentru a bloca ACVR1 (ALK2). În același an, Clementia Pharmaceuticals a lansat un studiu clinic de fază II pentru palovaroten, un agonist al receptorului gamma pentru acidul retinoic, demonstrat în studiile preclinice că poate bloca formarea osului anormal.
În 2015, Regeneron⁠(d) a descoperit că activarea receptorului ACVR1 implică activina A, iar în 2017 a desfășurat un studiu de fază 2 la pacienții cu FOP folosind anticorpul REGN 2477⁠(d).
O altă strategie investigată implică interferența ARN specifică alelelor, care ar viza degradarea ARNm mutant, păstrând exprimarea genei ACVR1 normale.
Studiile asupra celulelor progenitoare fibro/adipogene (FAP) au arătat că acestea ar putea contribui la formarea osului ectopic, declanșată de activina A, în mușchii și tendoanele șoarecilor cu mutația ACVR1(R206H), caracteristică FOP.
În decembrie 2019, Ipsen⁠(d) a suspendat parțial studiile clinice la copiii sub 14 ani din cauza rapoartelor de fuziune prematură a cartilajelor de creștere. Începând din 2021, saracatinib a fost identificat ca potențial candidat terapeutic și este în studii clinice de fază III pentru inhibarea osificării heterotopice.